# Emma Williams
Emma Williams (Halifax, 20 maggio 1983) è un'attrice e cantante britannica, nota soprattutto come attrice di musical nei teatri del West End. É membro del Mensa.

## Carriera
Ha recitato in numerosi musical a Londra, tra cui Chitty, Chitty, Bang, Bang (2002), Sunset Boulevard (Cork, 2004), Bat Boy (2004), Sweeney Todd (2007), Desperately Seeking Susan (2007), Zorro (2008; candidata al Laurence Olivier Award alla migliore attrice in un musical), Love Story (2010; candidata al Laurence Olivier Award alla migliore attrice in un musical), Mrs. Henderson Presents (2016; candidata al Laurence Olivier Award alla migliore attrice non protagonista in un musical), Half of a Sixpence (2017; candidata al Laurence Olivier Award alla migliore attrice non protagonista in un musical) e Dick Whittingham (2017).

## Filmografia

### Cinema
- Un'insolita missione (The Parole Officer), regia di è John Duigan (2001)

### Televisione
- Heartbeat - serie TV, 2 episodi (1997-2001)
- Where the Heart Is - serie TV, 1 episodio (2000)
- Miss Marple (Agatha Christie's Marple) – serie TV, episodio 1x01 (2004)

## Doppiatrici italiane
- Federica Bomba in Un'insolita missione